# Nayo Raincock-Ekunwe
Nayo Raincock-Ekunwe est une joueuse canadienne de basket-ball, membre de l'équipe du Canada.

## Biographie
Elle accomplit sa formation universitaire au Canada avec le Clan de Simon Fraser. Elle joue sa première saison professionnelle en Suisse à Pully, puis la deuxième pour le club allemand de TH Wohnbau Angels. Après avoir démarré la saison 2016-2017 en WNBL avec Bendigo Spirit (22 rencontres avec des moyennes de 16,0 points, 8,3 rebonds et 1,6 passe décisive), elle rejoint une autre formation allemande TSV 1880 Wasserburg (14,1 points, 7,3 rebonds, 1,0 passe décisive et 1,5 interception en 29 rencontres ainsi que six rencontres d'Eurocoupe avec 13,3 points et 9,7 rebonds) où elle remporte le championnat et la coupe d'Allemagne.
En février 2017, elle signe en LFB avec le club des Flammes Carolo pour suppléer Alicia DeVaughn, blessée. Après cette pige de deux rencontres (22 points à 10/12 et 9 rebonds pour 30 d'évaluation en 40 minutes cumulées), elle est invitée au camp de formation de la Liberty de New York avant de revenir en France et de rejoindre Nantes Rezé pour la saison LFB 2017-2018,. Elle est élue meilleure joueuse du championnat. Ce fut pour elle une expérience particulière : « Nantes fut mon premier vrai contrat en France et aura donc toujours une place spéciale dans mon cœur ».
Nayo Raincock-Ekunwe a la particularité d'avoir effectué sa formation en Division II NCAA, un niveau supposé ne pas conduire à un destin professionnel : « Cela a été un moyen non conventionnel d’arriver en équipe nationale. Je suis la seule à avoir joué en division II de la NCAA. J’ai commencé ma carrière professionnelle dans l’une des ligues professionnelles les plus faibles d’Europe. J’ai joué en Suisse, mais c’était un moyen pour moi de mettre le pied dans la porte. Depuis lors, chaque année, j’ai gravi les échelons en allant d’Allemagne en Australie, en France puis en WNBA et jouer pour le Liberty de New York. ». Pour la saison LFB 2018-2019, elle s'engage avec Bourges .
Avant le Mondial 2018, l'entraîneuse du Canada Lisa Thomaidis dit d'elle: « C’est une athlète incroyable. C’est amusant de la revoir dans le groupe, surtout avec une saison d’expérience WNBA à son actif. Il est plus difficile pour elle de voler sous le radar maintenant. Vous n’allez pas trouver un athlète professionnel plus humble. Elle baisse la tête et fait le travail. »
En avril 2020, après une saison en Russie avec Nadejda Orenbourg (9,5 points, 8,3 rebonds et 2 passes décisives pour 14,2 d'évaluation en 32 minutes en EuroLigue) écourtée par la pandémie de Covid-19, elle s'engage avec l'ASVEL. Blessée à l'automne 2021, elle est remplacée temporairement puis définitivement en janvier 2022 par Cierra Burdick.

## Palmarès

### Carrière universitaire
- Championnat national de basket-ball féminin de l'SIC (2009-2010)

### Carrière professionnelle
- Championnat d'Allemagne (2015-2016)[1]
- Coupe d'Allemagne (2015-2016)[5]
- Coupe de France 2019[15] ;

### En équipe nationale
- 1re du championnat des Amériques 2015[16]
- 1re des Jeux panaméricains de 2015[16]

## Distinctions personnelles
- Meilleure joueuse de la LFB : saison 2017-2018[17]
- Cinq Majeur LFB : saison 2017-2018[18]